# Stagno di Mistras di Oristano
Stagno di Mistras di Oristano este o arie protejată (arie specială de conservare — SAC, sit de importanță comunitară — SCI) din Italia întinsă pe o suprafață de 1.621 ha, din care 21 % marine.

## Localizare
Centrul sitului Stagno di Mistras di Oristano este situat la coordonatele 39°54′12″N 8°28′25″E / 39.903333°N 8.473611°E.

## Înființare
Situl Stagno di Mistras di Oristano a fost declarat sit de importanță comunitară în august 1994 pentru a proteja 47 de specii de animale. Situl a fost protejat și ca arie specială de conservare în mai 2021.

## Biodiversitate
Situată în ecoregiunea mediteraneană, aria protejată conține 9 habitate naturale: Lagune de coastă, Tufărișuri halofile mediteraneene și termo-atlantice (Sarcocornetea fruticosi), Salicornia și alte specii anuale care populează regiunile mlăștinoase și nisipoase, Stepe sărăturate mediteraneene (Limonietalia), Pășuni mediteraneene udate de apa mării (Juncetalia maritimi), Straturi cu Posidonia (Posidonion oceanicae), Tufărișuri halo-nitrofile (Pegano-Salsoletea), Vegetație anuală la limita mareei, Dune mobile cu vegetație embrionară.
La baza desemnării sitului se află mai multe specii protejate:
- păsări (44): pescăruș albastru (Alcedo atthis), fâsă-de-câmp (Anthus campestris), egretă mare (Ardea alba), stârc roșu (Ardea purpurea), stârc galben (Ardeola ralloides), ciuf de câmp (Asio flammeus), Bubulcus ibis, pasărea ogorului (Burhinus oedicnemus), bătăuș (Calidris pugnax), caprimulg (Caprimulgus europaeus), prundăraș de sărătură (Charadrius alexandrinus), chirichița cu obraz alb (Chlidonias hybrida), chirighiță neagră (Chlidonias niger), erete de stuf (Circus aeruginosus), erete vânăt (Circus cyaneus), erete cenușiu (Circus pygargus), egretă mică (Egretta garzetta), șoim de iarnă (Falco columbarius), șoim călător (Falco peregrinus), pescăriță râzătoare (Gelochelidon nilotica), ciovlica roșcată (Glareola pratincola), cocor (Grus grus), piciorong (Himantopus himantopus), Hydrocoloeus minutus, stârc pitic (Ixobrychus minutus), Larus audouinii, pescăruș argintiu (Larus cachinnans), Larus genei, pescăruș-cu-cap-negru (Larus melanocephalus), sitar de mal nordic (Limosa lapponica), stârc de noapte (Nycticorax nycticorax), vultur pescar (Pandion haliaetus), Phalacrocorax aristotelis desmarestii, Phoenicopterus ruber, lopătar (Platalea leucorodia), țigănuș (Plegadis falcinellus), ploier auriu (Pluvialis apricaria), Porphyrio porphyrio porphyrio, ciocântors (Recurvirostra avosetta), chiră de baltă (Sterna hirundo), chiră mică (Sternula albifrons), Sylvia sarda, chiră de mare (Thalasseus sandvicensis), fluierar de mlaștină (Tringa glareola)
- pești (1): Aphanius fasciatus
- reptile (2): țestoasa de baltă (Emys orbicularis), Testudo graeca

Pe lângă speciile protejate, pe teritoriul sitului au mai fost identificate 5 specii de plante, 85 de specii de păsări, 2 specii de amfibieni, 1 specie de mamifere, 1 specie de nevertebrate, 4 specii de reptile.